# アルテミス2号
アルテミス2号（アルテミス2ごう）は、アメリカ航空宇宙局 (NASA)が企画するアルテミス計画でSLSブロックIで打ち上げる有人宇宙船オリオンで、初めて乗組員を乗せた飛行テストとなる。
レイド・ワイズマン、ビクター・グローバー、クリスティーナ・コック、ジェレミー・ハンセンの計4人の宇宙飛行士が搭乗する予定。

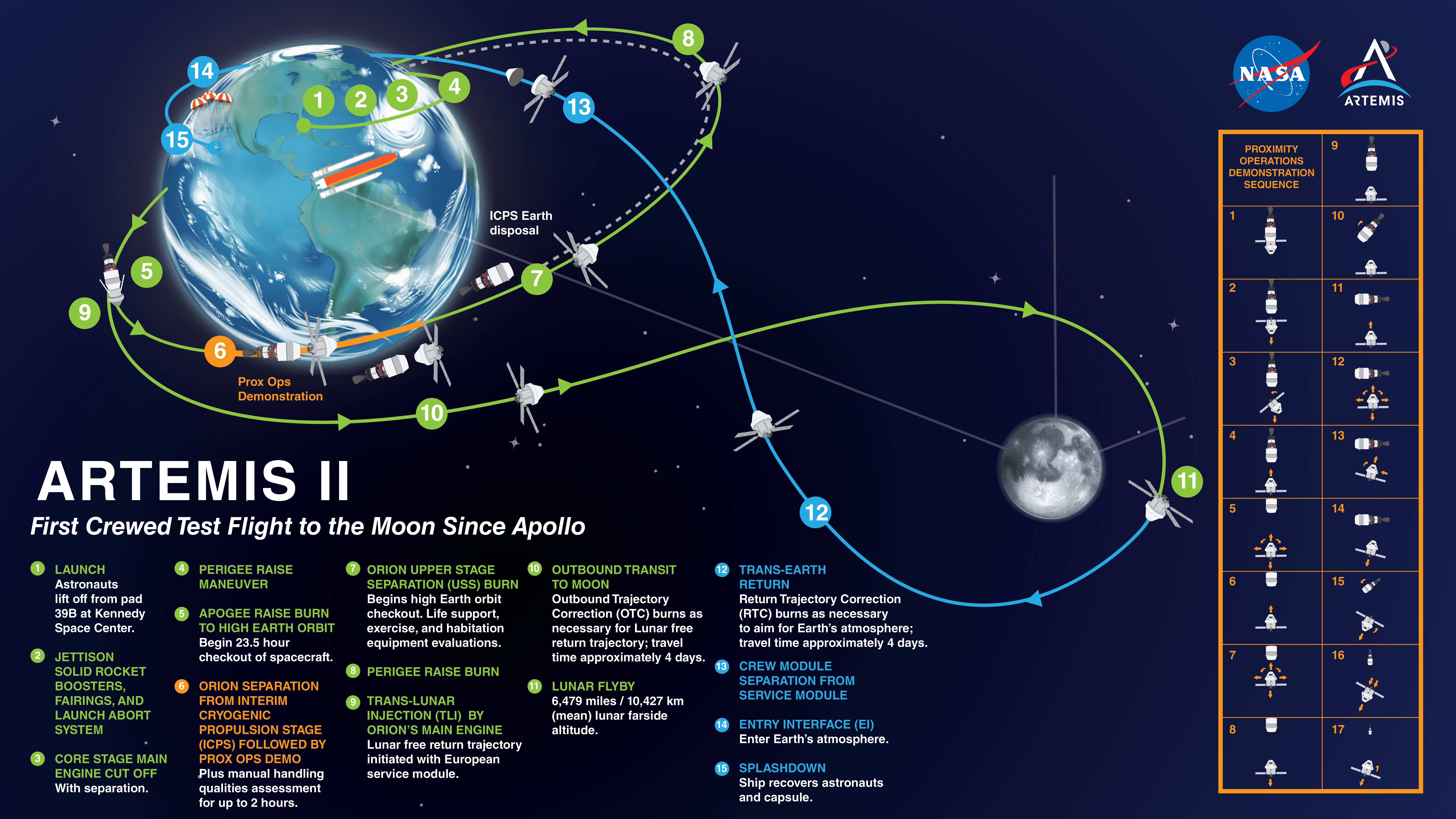
アルテミス2号の計画図（予定）

## 打ち上げ予定
2021年11月時点では、2024年11月にアメリカ合衆国フロリダ州にあるケネディ宇宙センターから打ち上げられる予定だった。
2024年1月時点では、2025年9月打ち上げが目標である。